# Vårbrodd

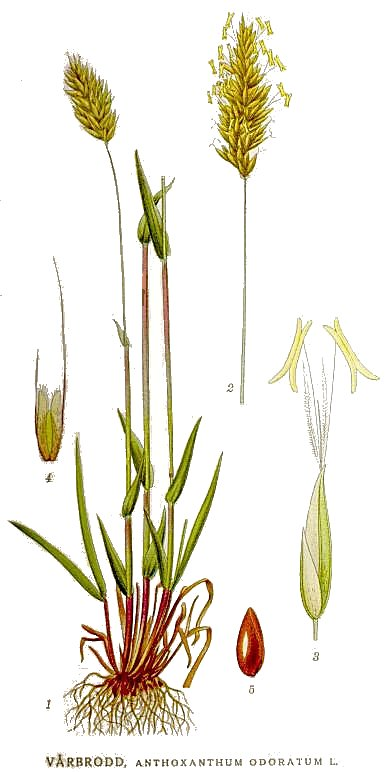
Carl Lindman: Bilder ur Nordens Flora
Tavla 474
1 Växten i tidigt blomningsstadium
2 Vippa i framskriden blomning
3 Småax. Förstoring × 3
4 Dito med borttagna tomfjäll. Förstoring × 5
5 Frukt inom blomfjällen. Förstoring × 8

Vårbrodd, Anthoxanthum odoratum L., är en flerårig, men kortlivad ört tillhörande familjen gräs, Poaceae.

## Beskrivning

Ax Småaxen har en liknande upp-byggnad

Plantan blir normalt 10–40 cm hög. I något fall kan den nå 80 cm.
Strået har 2 à 4 knutar, nodier där blad parvis är fästade. Bladen blir 2–10 cm långa och 2–6 mm breda. På fuktiga växtplatser kan bladen bli större, upp till 30 cm × 8 mm.
I stråets topp en mycket kompakt vippa, som blir 2–4 cm lång och 6–15 mm bred. Den består av ett flertal 6–10 mm långa trinda småax,
Vårbrodd växer i tuvor och blommar mellan maj och juni. Mogna frukter finns från juni till augusti.
Varje småax har exakt 3 blommor. Det är bara den ensamma blomman i toppen på småaxet som är fertil med 2 ståndare och 1 pistill. Två mindre sidoblommor längre ner på huvudaxeln är sterila.
Blomman har ett tunt, maximalt 1 mm långt borst. Vårbrodd har även ett vanligen 2–3 mm, max 5 mm långt snärp i bladvecken.
Pollineringen sker genom vindspridning av frömjöl över stora sträckor. Pistillen mognar före ståndarna, och därmed hindras självbefruktning inom samma småax. Denna mekanism motverkar degeneration av arten genom inavel.
Roten kan tränga 15 cm djupt ner i marken. Från roten kan utlöpare komma, som ger upphov till vegetativ förökning.
Alla växter och djur strävar efter att bevara sin art genom många generationer. Evolutionen gör att varje art utvecklar sin egen mekanism för att uppnå detta. Vårbroddens metod är följande:
När frukten är mogen faller den i stort sett rakt ner, varvid de sterila småblommorna och snärpen följer med. Väl nere på marken rör sig snärpen hygroskopiskt, d.v.s. påverkas av variationer i luftfuktigheten. Detta medför att frön långsamt grävs ner i marken, där de så småningom gror. Eftersom fröna faller i närheten av den planta de kom från, blir det små ruggar, tuvor kring värdväxten. Till tuvbildningen bidrar den vegetativa förökningen med utlöpare från roten. Det storskaliga resultatet på en växtplats där vårbrodd trivs, är att det efter hand blir alldeles fullt med tuvor.
Hela växten luktar kumarin. Om man tuggar på ett strå känner man smaken tydligt. Detta bör dock inte göras allt för mycket, ty kumarin i stora mängder är hälsovådligt. (LD50 = 293 mg/kg kroppsvikt (nersväljt) )
Vårbrodd har tvåfaldigt skydd mot insektangrepp: Dels verkar lukten avskräckande för insekter, som skulle kunna skada växten på olika sätt. Dessutom saknar blommorna nektar, som annars skulle kunna locka insekter.
Det är bland annat kumarinet i vårbrodd, som ger nyslaget gräs och torkat hö dess goda doft. Rotsystemet luktar också starkt, men inte lika gott som de ovanjordiska delarna.
Kromosomtal 2n = 20. I Europa är vårbrodd tetraplpod.
Ibland räknar man fjällvårbrodd (kromosomtal 2n = 10) som en underart till vårbrodd.

## Underarter
- Anthoxanthum odoratum subsp. furumii (Honda) T.Koyama, 1967
- Anthoxanthum odoratum var. furumii (Honda) Ohwi, 1953 nom. inval.
- Anthoxanthum odoratum subsp. nipponicum (Honda) Tzvelev, 1967
- Anthoxanthum odoratum var. nipponicum (Honda) Tzvelev, 1967

## Habitat
Vårbrodd är allmän i hela Europa. Ett undantag är Mecklenburg-Vorpommern, där den är rödlistad som hotad.
Österut förekommer vårbrodd i begränsade områden  fram till Mongoliet.
Vidare finns den i nordvästra Afrika och på öarna i Makaronesien.
I Sverige är den vanlig från Skåne och norrut upp till i höjd med Umeå, mindre vanlig norr därom.
I de norska kustområdena förekommer arten ända upp till och med Lofoten. I Jotunheimen upp till 1 960 m ö h. I norra Norge upp till 600 m ö h.
I Finland sträcker sig utbredningen ungefär lika långt norrut som i Sverige.
Bland södra Europas bergstrakter kan vårbrodd förekomma upp uill 2 000 m ö h.
Arten finns inte alls på Island. I de områden där vårbrodd inte finns hittar man istället ofta fjällvårbrodd. Det gäller bl a Island.
Ett något udda område är Falklandsöarna i Sydamerika. Måhända är det utvandrare från Europa som fört växten med sig på samma sätt som i Nordamerika.
De två arterna har dock på andra håll till viss del överlappande utbredningsområden.

### Utbredningskartor
- Norden
- Norra halvklotet 
  - Ej ursprunglig i Nordamerika.

## Biotop
Magra och ej alltför torra gräsängar, i gles skog, på berghällar och längs vägkanter.
Soligt eller halvskugga.
Gärna lerbunden och sandig mark med pH <7. Klarar lägre pH än andra gräsarter, och blir därmed en indikatorväxt för marker med lågt pH.
Skyr basiska jordarter (pH >7).

## Etymologi
- Släktets namn härleds från grekiska anthos = blomma och xanthos = gul syftande på axen, som med tiden kan glänsa i gult.
- Artepitetet odoratum kommer från latin odor som betyder lukt av alla slag, såväl vällukt som svenska ordet odör = elak lukt (jämför latinets odor!), stank. Tillämpat på vårbrodd är det tolkningen väldoft som gäller.

Ibland används namnet vanlig vårbrodd för att betona att menar just Anthoxanthum odoratum och inte fjällvårbrodd, Anthoxanthum alpinum, speciellt i de sammanhang då fjällvårbrodd räknas som underart) till vårbrodd.

## Användning
Hö till vinterföda åt boskap. Som bete ratas dock vårbrodd av många djur, men ungt gräs tidig vår kan i brist på bättre godtas till nöds.
Odlas ibland inomhus för den goda doftens skull. Frön sprids löst över tillplattad jord. De gror på 4 à 5 dagar.
Några strån inlagda i en bordslåda kan hela vintern sprida väldoft var gång lådan öppnas.
Kan användas för smaksättning av drycker.

## Bilder

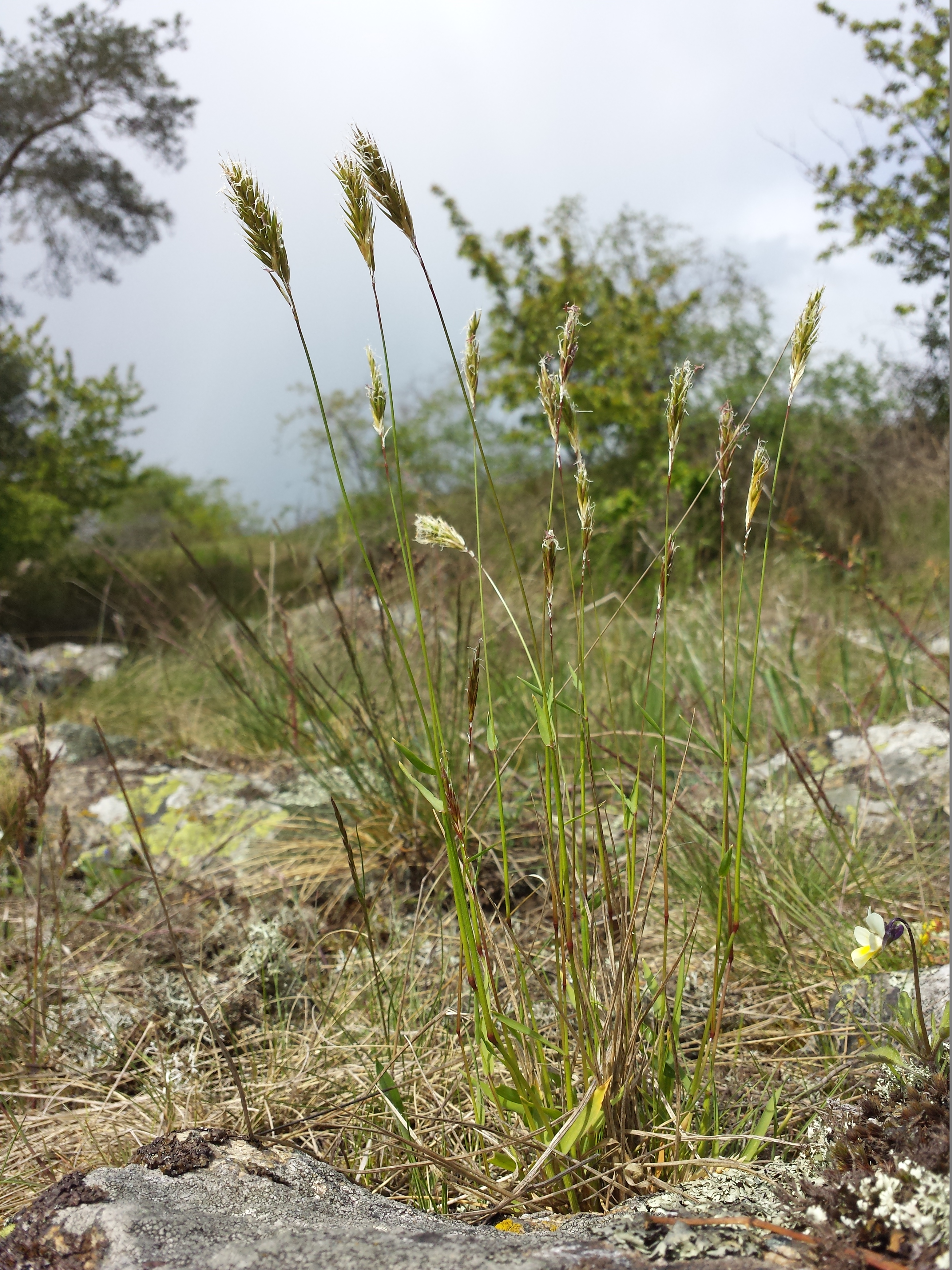
Habitat
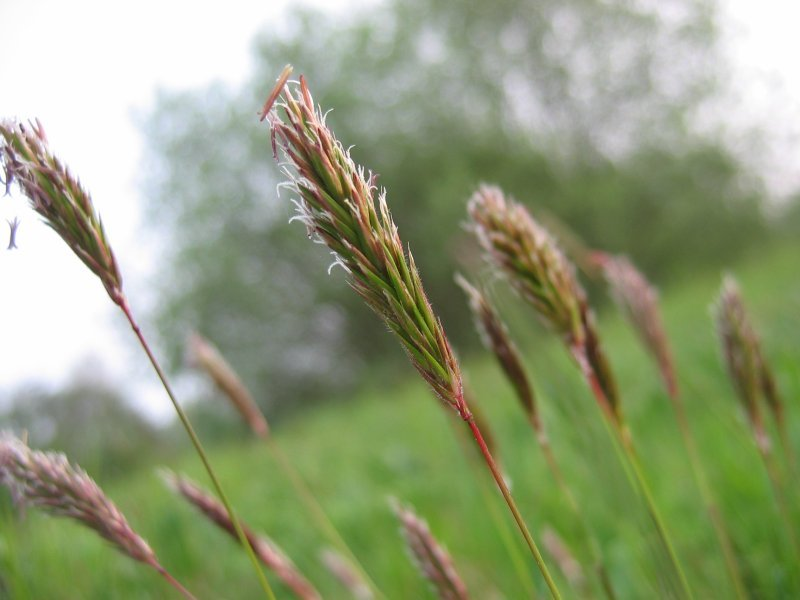
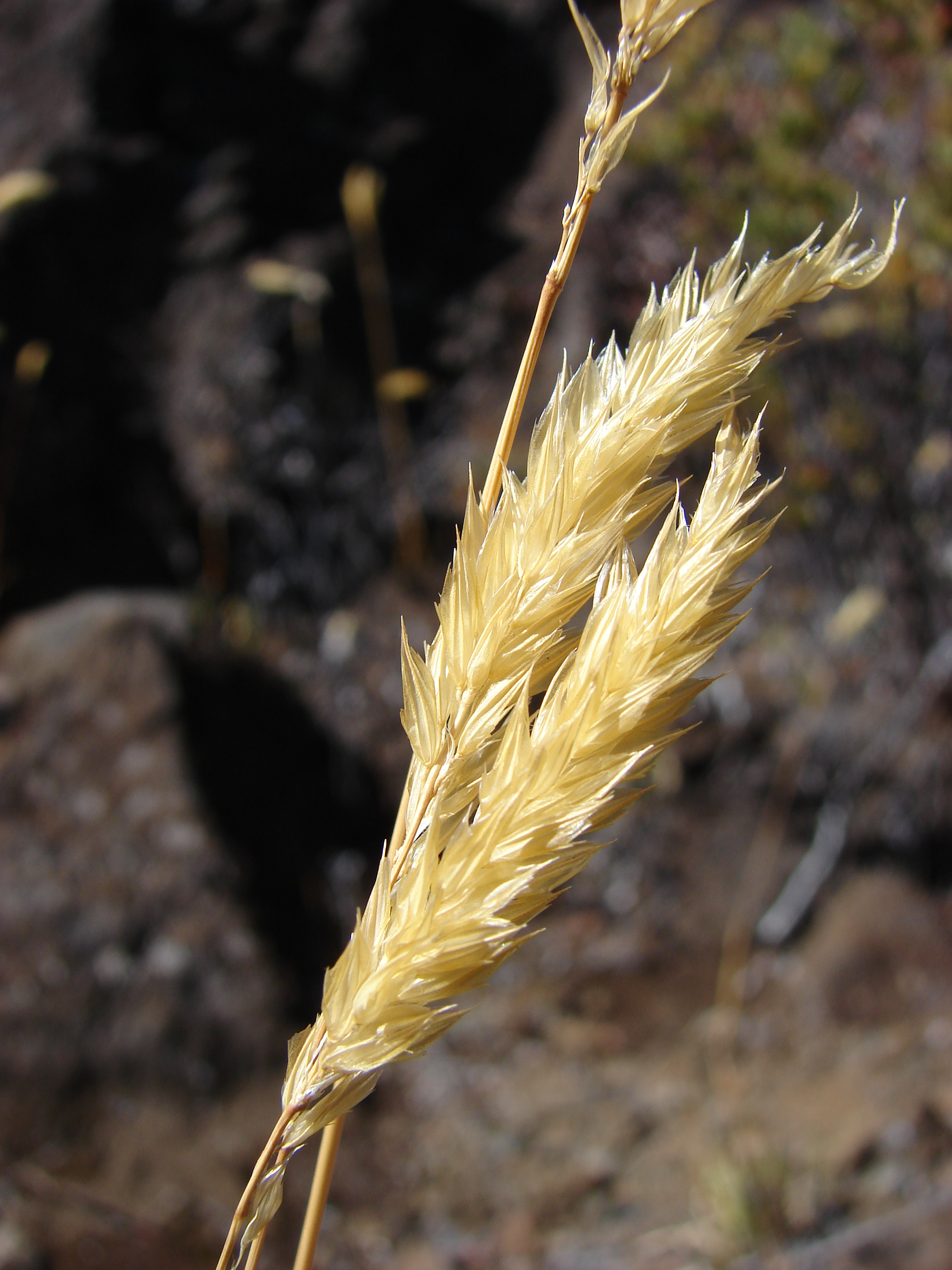
Illustration till ordledet xanthos = gul i släktnamnet
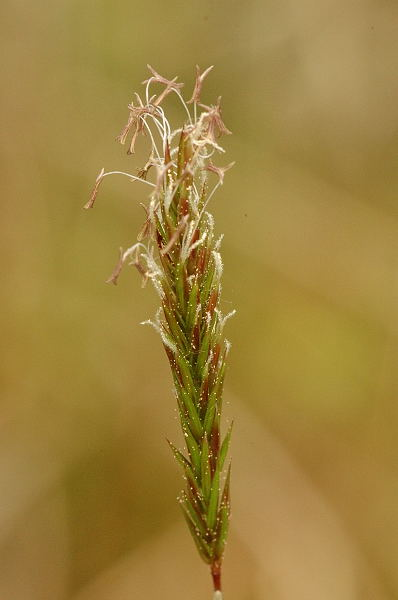
Blommande vippa
Vippa
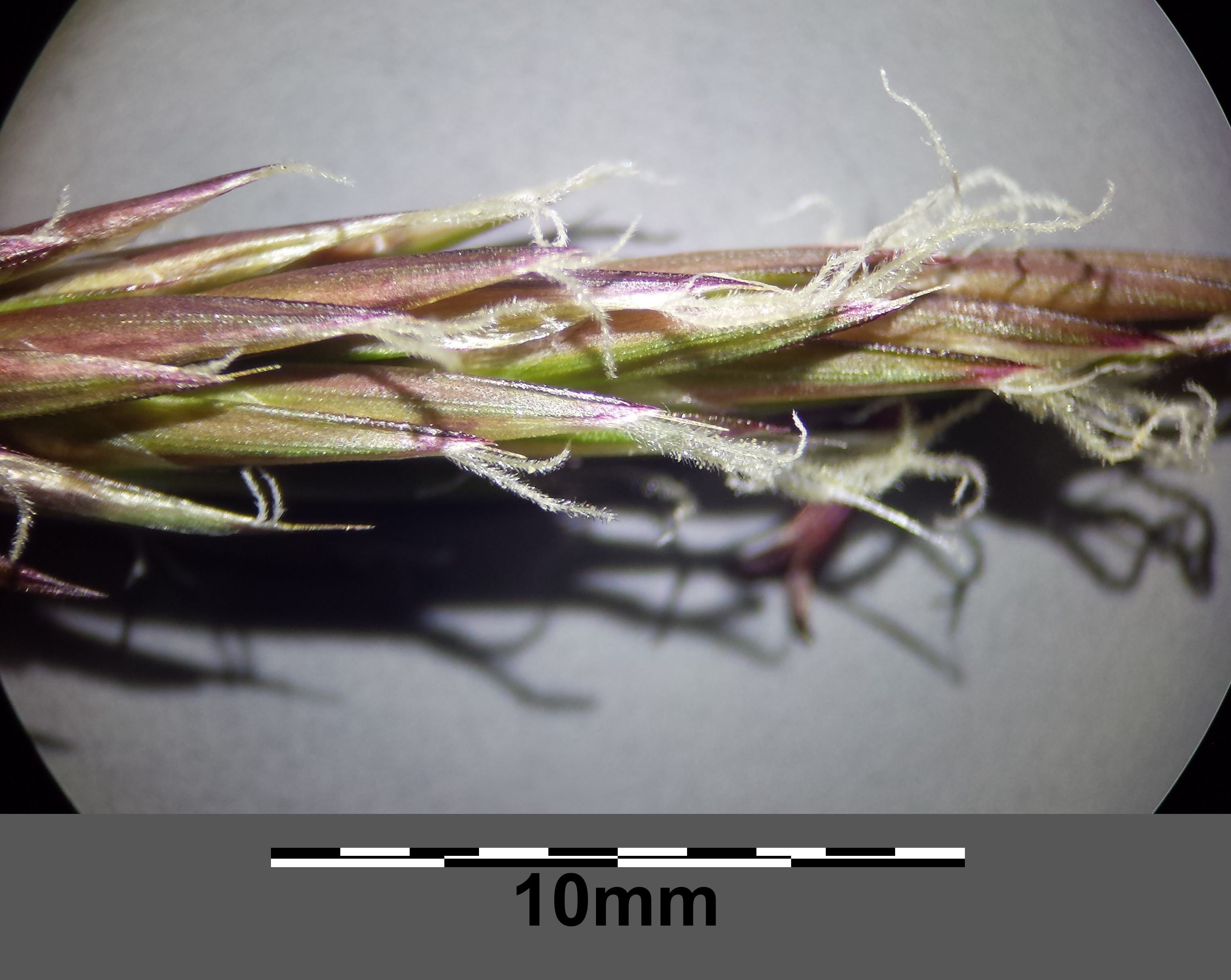
Vippa med blommande småax
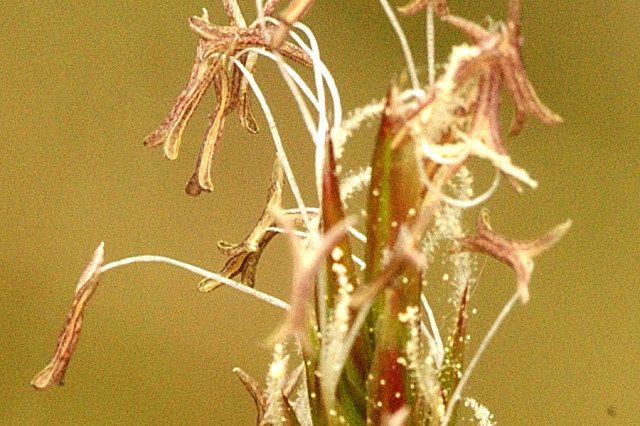
Blommor
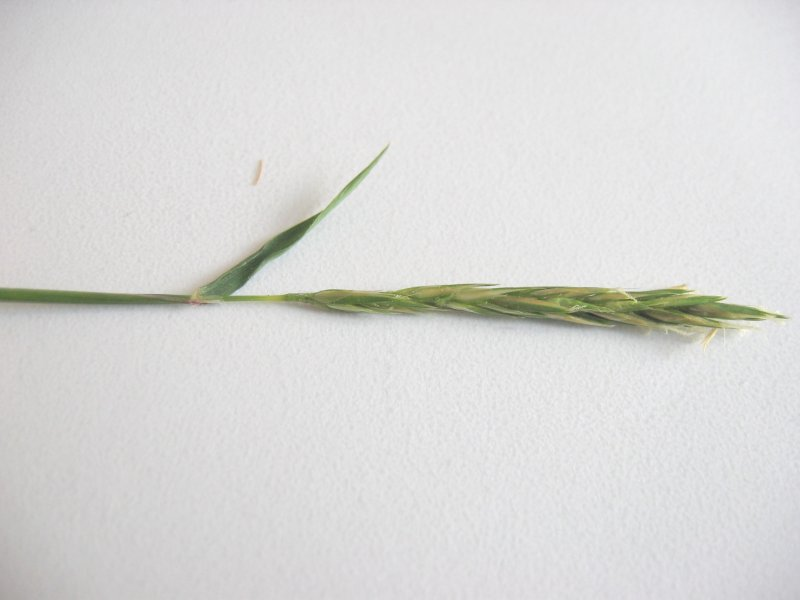
Snaärp på ett småax
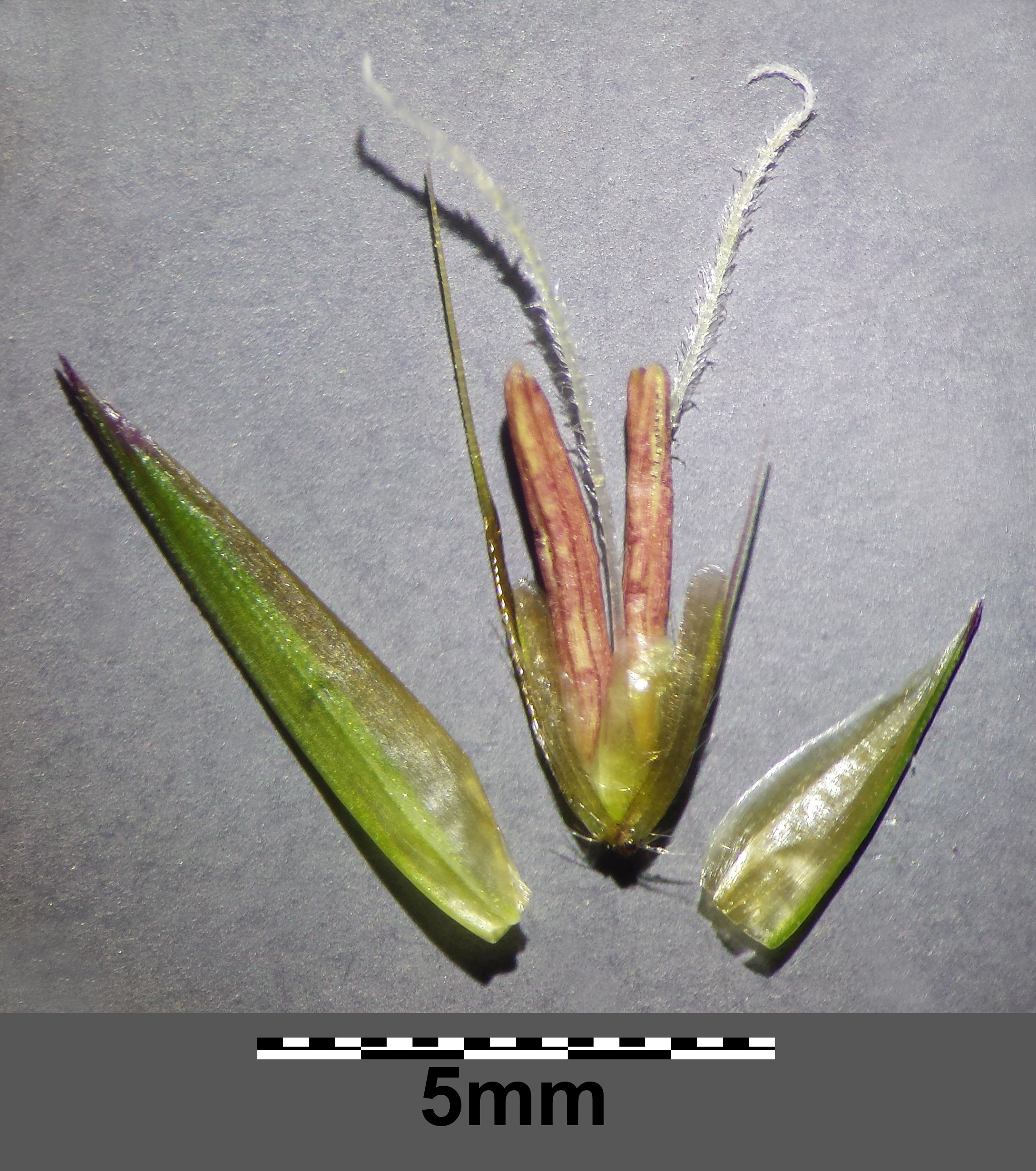
Isärtaget småax
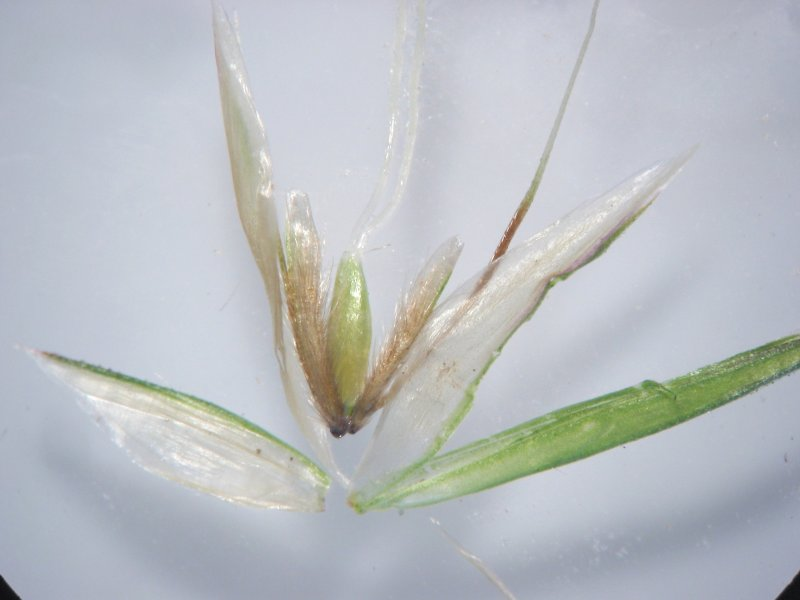
Omogen frukt Det ljusgröna i mitten